# 셰틸 안드레 오모트
셰틸 안드레 오모트(노르웨이어: Kjetil André Aamodt, 1971년 9월 2일 ~ )는 노르웨이의 은퇴한 알파인 스키 선수이다. 노르웨이 역사상 가장 위대한 스키 선수 중 한 명으로 1992년 동계 올림픽 슈퍼대회전 금메달 획득을 시작으로 올림픽에서 올림픽 메달을 총 8개(금메달 4개, 은메달 2개, 동메달 2개) 획득하여 올림픽 역사상 가장 많은 메달을 획득한 알파인 스키 선수이다. 그는 올림픽에서 금메달 4개를 획득한 최초의 남자 알파인 스키 선수이며, 크로아티아의 여자 선수인 야니차 코스텔리치와 함께 올림픽 알파인스키 최다 금메달리스트이다. 또한 세계 알파인 스키 선수권 대회에서 금메달 5개를 포함하여 메달 12개를 획득했으며, FIS 알파인 스키 월드컵에서 개인종합 우승 1회, 준우승 5회를 차지했다.
2007년 1월 6일 이드레츠갈렌에서 2006년 수상자로 선정되었고, 이 시상식에서 은퇴를 발표했다.

## 같이 보기
- 올림픽 다관왕 목록